# Thomas Lyon (8e comte de Strathmore et Kinghorne)
Thomas Lyon, 8e comte de Strathmore (1704 - 18 janvier 1753) est un noble écossais et un homme politique conservateur qui siège à la Chambre des communes de 1734 à 1735, lorsqu'il accède à la pairie sous le nom de Comte de Strathmore et Kinghorne.

## Biographie
Lyon est baptisée le 6 juillet 1704, septième fils de John Lyon (4e comte de Strathmore et Kinghorne) et de son épouse Lady Elizabeth Stanhope, fille de Philip Stanhope (2e comte de Chesterfield).
Il est élu député conservateur de Forfarshire lors de l'élection générale britannique de 1734. Il quitte son siège lorsqu'il succède à son frère à la pairie le 4 janvier 1735.
Le 20 juillet 1736, il épouse Joan (ou Jean) Nicholson, fille de James Nicholson de West Rainton, comté de Durham à Houghton-le-Spring. Il meurt le 18 janvier 1753, laissant trois fils et quatre filles :
- John Lyon, qui change de nom et est devenu John Bowes (9e comte de Strathmore et Kinghorne) (1737-1776) ;
- James Philip Lyon (1738-1763) ;
- Thomas Lyon (député) (1741-1796). Député d'Aberdeen Burghs. Marié à Mary Wren. Leur fille Charlotte Lyon (décédée en 1871) épouse le révérend Henry George Liddell (décédé en 1872). Les enfants de Charlotte Lyon et du révérend Henry George Liddell sont le très révérend Henry George Liddell (décédé en 1898) et Charles Liddell (décédé en 1894) ;
- Mary Lyon (décédée en 1767) ;
- Susan Lyon (décédée le 26 février 1769) ;
- Anne Lyon (22 avril 1746-1811). En 1768, elle épouse John Simpson (1740-1802), de Bradley Hall, Durham, fils de John Simpson, de Bradley Hall. Leur fille Maria Susannah Simpson (1773-1845) épouse Thomas Liddell (1er baron Ravensworth) (plus jeune fils de Sir Henry Liddell 5e baronnet, frère cadet du révérend Henry George Liddell décédé en 1872). Leur plus jeune fille, Frances Eleanor (1775/17 - 15 avril 1833), se marie en 1799 avec Sir John Dean Paul, 1er baronnet de Rodborough, comté de Gloucester (1775-1852) et ont trois fils et quatre filles ;
- Jane Lyon (décédée en 1836).